# Panomya priapus
Panomya priapus är en musselart som först beskrevs av Wilhelm Gottlieb von Tilesius von Tilenau 1822.  Panomya priapus ingår i släktet Panomya och familjen Hiatellidae. Inga underarter finns listade i Catalogue of Life.